# اوبلیای
اوبلیای (به لاتین: Obeliai) در لیتوانی با جمعیت ۱٬۳۳۵ نفر است که در اوکشتایتیا واقع شده‌است.